# Heidenreichstein (hrad)
Heidenreichstein (německy, zastarale česky Kamýk) je vodní hrad ve městě Heidenreichsteinu sedmnáct kilometrů severovýchodně od okresního města Gmünd v rakouské spolkové zemi Dolní Rakousy na území historického Vitorazska. 

## Poloha a popis
Hrad Heidenreichstein stojí na skále, která jen mírně převyšuje své okolí. Obklopuje ho ze tří stran voda, ze které se vypínají věže a strmé zdivo. Obranné vodní prvky tvoří na jihu obranný rybník, na východě potok Romau a na západě i severu je hrad ohraničený příkopem, částečně napuštěným. 
Hrad je přístupný přes dva padací mosty s renesančními branami. Zaoblený roh věže má špičatou kuželovitou střechu. Obrovské válcové věže jsou chráněny vystupujícím věžním ochozem. Hlavní hradní věž, hranolový bergfrit, je nejstarší částí hradu a mohla být postavena dříve než samotný hrad, již kolem roku 1160. Její zdi jsou až 45 m silné, vysoká je 42 m. Většina hospodářských budov vznikla při přestavbách teprve mezi 15. a 16. stoletím. Hrad má na venkovní fasádě nad vodou minimum oken, což zdůrazňuje jeho obranný charakter. Obrovský je sál v 1. patře. Jde o někdejší rytířský sál – 27 m dlouhý a kdysi 12 vysoký, připomínající trup korábu. 
Veliký gotický krov střechy má tesané trámy spojované dřevěnými kolíky a střechu krytou šindelem. Zařízení pochází z různých etap výstavby, řada kusů je pozoruhodná stářím a výzdobou. Některé stoly a truhly jsou ještě z doby gotiky – např. stůl s deskou z jednoho kusu tisíciletého javoru, na hradě je nejstarší dřevěná skříň na území Rakouska, dochovaná barokní barevná kachlová kamna z poloviny 17. století. Také je zde zachovaná stará zbroj a zbraně. Prohlídku doplňují i exponáty a osobní věci ze života a působení šlechtického rodu Kinských.
Hrad je během letní sezóny otevřený veřejnosti a je možné s průvodcem projít jeho část, včetně tajné chodby ve zdi bergfritu a včetně návštěvy mohutného podkroví. Ve hradě je i pozůstatek hradní kaple.

## Historie
Podobně jako hrad Rappottenstein je hrad Heidenreichstein hradem minnesängerů. Stavbu hradu asi v letech 1180–1190 zahájil purkrabí Heidenreich z Garsu, spřízněný s rodinou Gars-Eggenburg, spjatou s tehdy vlivnou rodinou Kuenringů. Jeho syn se v roce 1205 psal již jako Otto von Heidenreischtein. Hirschbergové si podrželi panství Litschau a Heidenreichstein sto let a jako purkrabí na něm ponechali potomky Heidenreicha von Gars. V roce 1297 Hirschbergové přenechali Heidenreischtein spolu s Pasovem (Passau) za 250 stříbrných marek rakouskému vévodovi Albrechtovi I. Tím bylo panství, hrad a městečko připojeno k Rakousku.  Na počátku 14. století zastavil vévoda Friedrich I. panství Litschau a Heidenreichstein za 750 hřiven pánům z Klingenbergu. Syn dočasného majitele panství Heinrich von Klingenberg patřil k předním rytířům své doby a padl po boku českého krále Jana Lucemburského v bitvě u Kresčaku v roce 1346. V roce 1348 vévoda Albrecht II. postoupil panství jako léno Albrechtu von Puchheim. Rod Puchheimů hrad a panství vlastnil téměř 200 let. V roce 1431 začala gotická přestavba. Rod byl bohatý (Pilgrim II. von Puchheim tehdy razil vlastní zlatou měnu, v roce 1584 měl rod 4055 selských dvorů a usedlostí) a v některých obdobích zchudl (císařský maršálek Wilhelm von Puchheim, vítěz nad Turky u roce 1532, měl mnoho dluhů). Vinou dluhů Puchheimů zdejší panství nakonec v roce 1636 bylo přepsáno na Siegmunda Adama, pána z Traunu a na Gultu. Pak se majitelé začali často střídat. Po roce 1607 se jeho novou majitelkou se stala Margaretha, markýza z Obizzi (it. Marchese degli Obizzi), rozená hraběnka Pálffy-Erdöd, a hrad s panstvím Heidenreischstein se tak dostal na cca 250 let staletí do držení mocného uherského rodu. Hrad byl přitom k majetku rodiny připojen s tzv. klauzulí fideikommiss. V roce 1947 rod vymřel a hrad přešel ze závěti na Rudolfa, hraběte van der Straten-Ponthoz, někdejšího pobočníka arcivévody Františka Ferdinanda d’Este a pozdějšího ředitele proslulé vídeňské hofburské španělské jezdecké školy. Jeho druhorozená dcera Josefina pak sňatkem s Christianem hrabětem Kinským z Vchynic a Tetova přinesla hrad věnem v roce 1961 do majetku rodu Kinských.
V první zatěžkávací zkoušce musel hrad v 15. století obstát, když přívrženci Jana Husa (1369–1415) a rebelující rolníci za husitských válek hrad obléhali. Ale hrad odolal. Když vypukla třicetiletá války, Heidenreichstein se na rozdíl od nedalekého hradu Litschau ubránil armádě českých stavů, ale neubránil před drancováním okolní obce. Musel se také bránit švédským vojskům. 
Hrad je od roku 1961 v držení hrabat Kinských a je částečně přístupný veřejnosti. Dne 25. října 1957 vydala Rakouská pošta známku s vyobrazením hradu v sérii známek Rakouské stavební památky v ceně 10 šilinků.